# Santa Eugènia de Montner
Santa Eugènia de Montner és un antic poble i església del Rosselló (Catalunya del Nord), en el territori de l'actual comuna de Montner.
Està situat a prop i a l'est del poble de Montner, a la riba dreta del Còrrec de Santa Eugènia.